# Pisaura
Pisaura is een geslacht van spinnen uit de  familie van de kraamwebspinnen (Pisauridae).

## Soorten
- Pisaura acoreensis Wunderlich, 1992
- Pisaura anahitiformis Kishida, 1910
- Pisaura ancora Paik, 1969
- Pisaura bicornis Zhang & Song, 1992
- Pisaura bobbiliensis Reddy & Patel, 1993
- Pisaura consocia (O. P.-Cambridge, 1872)
- Pisaura decorata Patel & Reddy, 1990
- Pisaura gitae Tikader, 1970
- Pisaura lama Bösenberg & Strand, 1906
- Pisaura mirabilis (Clerck, 1757) (Grote wolfspin)
- Pisaura novicia (L. Koch, 1878)
- Pisaura orientalis Kulczynski, 1913
- Pisaura parangbusta Barrion & Litsinger, 1995
- Pisaura podilensis Patel & Reddy, 1990
- Pisaura putiana Barrion & Litsinger, 1995
- Pisaura quadrilineata (Lucas, 1838)
- Pisaura sublama Zhang, 2000
- Pisaura swamii Patel, 1987